# Freiheitstrychler
Les Freiheitstrychler (littéralement : sonneurs de liberté) sont un mouvement de sonneurs de cloche (de) suisses opposés aux mesures liées à la pandémie de Covid-19.

## Histoire
Le mouvement naît peu après les premières mesures en 2020 ; il est notamment coordonné par Andy Benz. Le mouvement est originaire du canton de Schwytz, et a depuis essaimé en Allemagne et en Autriche. En septembre 2021, le conseiller fédéral Ueli Maurer s'affiche avec un t-shirt du mouvement, ce qui provoque la controverse.
Le mouvement, dont les « relents nationalistes et xénophobes » sont dénoncés dès ses débuts, manifeste en Suisse alémanique contre les réfugiés à partir de 2023.